# Giardini di Forodhani
I giardini di Forodhani (Forodhani Gardens in inglese), detti anche giardini del Giubileo (Jubilee Gardens), sono un lungomare di Stone Town, a Zanzibar, situato di fronte al forte arabo e al palazzo delle Meraviglie. I giardini sono stati ristrutturati recentemente a spese dell'Aga Khan Trust for Culture e dal 2009 prendono il nome di  parco di Forodhani (Forodhani Park). I giardini sono molto frequentati, in particolare la sera, quando ospitano un noto mercato notturno con bancarelle illuminate da lampade a olio, in cui si possono gustare le specialità della cucina zanzibari come mishkaki (il kebab zanzibari), samaki wa kupaka (pesce alla griglia), arrosto swahili, gamberetti grigliati, tentacoli di polpo, pollo fritto, cassava, samosa, frutta, nonché la pizza zanzibarina, una pizza ripiena che è la specialità del luogo.
Intorno al giardino si trovano diversi edifici storici di Stone Town; oltre al forte arabo e al palazzo delle Meraviglie (Beit-el-Ajaib) c'è il Forodhani Orphanage (orfanotrofio di Forodhani), un tempo club britannico e poi scuola indiana) e il palazzo che servì come consolato britannico dal 1841 al 1874.